# Hesperosuchus
Hesperosuchus agilis
Genre
Espèce
Hesperosuchus est un genre aujourd'hui éteint de « reptiles » crocodylomorphes qui contient une seule espèce, Hesperosuchus agilis. Des fossiles de ce sphénosuchien ont été trouvés au Trias supérieur (Carnien) dans des strates de l'Arizona et du Nouveau-Mexique.
Hesperosuchus était un contemporain de Coelophysis, un dinosaure théropode primitif prédateur. On a longtemps pensé que Coelophysis avait été cannibale, en se basant sur la présence d'ossements présumés de jeunes Coelophysis dans le tube digesif de quelques adultes. Dans au moins un de ces cas, cependant, les os de « jeune Coelophysis » étaient en fait ceux d'un Hesperosuchus (ou quelque chose de très similaire).